# Canton de Givet
Le canton de Givet est une circonscription électorale française située dans le département des Ardennes et la région Grand Est.
À la suite du redécoupage cantonal de 2014, la composition du canton reste inchangée.

## Géographie
Ce canton est organisé autour de Givet dans l'arrondissement de Charleville-Mézières. Son altitude moyenne est de 103 m à l'hôtel de ville.
Le canton de Givet est le plus septentrional du département.

## Représentation

### Représentation avant 2015
| Période | Période           | Identité                            | Étiquette     | Qualité |
| ------- | ----------------- | ----------------------------------- | ------------- | --- |
| 1833    | 1836 (démission)  | Jean-Claude Boyer de Sugny (1786-?) |               | Maire de Chooz |
| 1836    | 1848              | Victor Union Oger                   | Ind.          | Avoué à Paris Député (1834-1848)                                                                                                 |
| 1848    | 1852              | Edmond Toupet des Vignes            | Libéral       | Militaire Député (1848-1851) |
| 1852    | 1860              | Baron Prosper Sibuet                |               | Auditeur au Conseil d'État Maître de cérémonie de l'Empereur Propriétaire à Vireux-Wallerand                                     |
| 1860    | 1882 (décès)      | Edmond Toupet des Vignes            | Centre gauche | Député (1848-1851 et 1871-1876) Sénateur (1876-1882), propriétaire à Givet                                                       |
| 1882    | 1886              | Charles Auguste Victor Baux         | Républicain   | Négociant Maire de Givet |
| 1886    | 1898              | Jules Lartigue                      | Gauche        | Maire de Givet (1884-1898) |
| 1898    | 1919              | Alphonse Fénaux                     | Rad           | Brasseur, négociant Maire de Givet (1847-1925)                                                                                   |
| 1919    | 1925              | Paul Cavalier                       |               | Maire de Givet |
| 1925    | 1928              | Victor Lallemand                    | SFIO          | Ancien chef cantonnier Maire de Fromelennes (1919-1939)                                                                          |
| 1928    | 1940              | Alphonse Pirlot                     | Rad           | Vétérinaire Maire puis adjoint au maire de Givet Nommé conseiller départemental en 1943                                          |
|         |                   |                                     |               | |
| 1945    | 1958              | Émile Benoist                       | SFIO          | Professeur Maire de Givet (1945-1953)                                                                                            |
| 1958    | 1964              | Albert Galliot (1913-1997)          | SFIO          | Médecin |
| 1964    | 1976              | Roger Declef (1908-1994)            | UDR puis RI   | Maire de Givet, ancien résistant                                                                                                 |
| 1976    | 1982              | Albert Galliot                      | PS            | Maire de Vireux-Molhain (1968-1989) Suppléant du député André Lebon                                                              |
| 1982    | 1982 (annulation) | André Bertrand                      | RPR           | Maire de Givet (1971-1982) A.Bertrand est décédé peu après l'annulation de son élection. (source : Le Monde du 14 décembre 1982) |
| 1982    | 1994              | Pierre Tassin                       | RPR           | Maire de Givet (1982-1995) |
| 1994    | 2001              | Alain Vandevelde                    | app. UDF      | Maire d'Aubrives (1989-1995) |
| 2001    | 2008              | Michèle Marquet                     | PS            | Maire de Chooz (1989-2014) |
| 2008    | 2015              | Claude Wallendorff                  | UMP puis SE   | Maire de Givet (2001-2020) Vice-Président du Conseil Général                                                                     |

### Conseillers d'arrondissement
Le canton de Givet avait deux conseillers d'arrondissement.
| Période | Période      | Identité                                       | Étiquette          | Qualité |
| ------- | ------------ | ---------------------------------------------- | ------------------ | --- |
| 1833    | 1844         | Jean-François Mesmin-Collardeau (1783-1844)    |                    | Ancien capitaine d'artillerie Manufacturier et maître de forges à Givet (Flohémont)                         |
| 1833    | 1845         | Louis Estivant-Debraux (1773-1846)             |                    | Fabricant de colle forte, maire de Givet et de Charlemont                                                   |
| 1845    | 1864         | Edouard Estivant (1808-1883)                   |                    | Fabricant de cuivre à Givet                                                                                 |
| 1845    | 1864         | Etienne Charles Collardeau-Duhaume (1795-1876) |                    | Notaire honoraire, maire de Givet (1846-1862, 1871-1875)                                                    |
| 1864    | 1870         | Charles Auguste Victor Baux                    |                    | Négociant, maire de Givet                                                                                   |
| 1864    | 1870         | Louis Soret                                    |                    | Maire de Vireux-Molhain                                                                                     |
| 1870    | 1882 (décès) | Etienne Charles Collardeau-Duhaume             |                    | Notaire honoraire, maire de Givet (1846-1862, 1871-1875)                                                    |
| 1870    | 1889         | Alexis Lavocat                                 |                    | Propriétaire à Vireux-Molhain                                                                               |
| 1882    | 1886         | Jules Lartigue (1836-1898)                     | Gauche             | Adjoint au maire, puis maire de Givet                                                                       |
| 1886    | 1895         | Alphonse Fénaux                                | Radical            | Négociant et brasseur à Givet                                                                               |
| 1889    | 1924         | Désiré Guilmin                                 |                    | Brasseur, maire de Vireux-Molhain (1909-1912) Président du Conseil d'arrondissement (1906-1924)             |
| 1895    | 1901         | Th. Ballot                                     |                    | Employé, conseiller municipal de Givet                                                                      |
| 1901    | 1931         | Lucien Delattre                                |                    | Vétérinaire, premier adjoint au maire de Givet                                                              |
| 1925    | 1931         | Alphonse Pirlot                                | Radical            | Vétérinaire, maire de Givet                                                                                 |
| 1931    | 1937         | Roger Posty                                    | Radical            | Négociant en bois, maire de Vireux-Molhain Président du Conseil d'arrondissement                            |
| 1931    | 1937         | Victor Lallemand                               | SFIO puis Soc.ind. | Ancien chef cantonnier Maire de Fromelennes (1919-1939)                                                     |
| 1937    | 1940         | Henri Mary (1895-1958)                         | SFIO               | Préposé des douanes, receveur puis commis principal, syndicaliste CGT, Givet                                |
| 1937    | 1940         | Émile Anciaux (1896-1971)                      | SFIO               | Ouvrier métallurgiste, secrétaire du syndicat CGT des métaux, Vireux-Molhain                                |
| 1940    |              |                                                |                    | Les conseils d'arrondissement ont été suspendus par la loi du 12 octobre 1940 et n'ont jamais été réactivés |

### Conseillers départementaux à partir de 2015
| Période élective | Période élective | Mandat | Mandat   | Identité                 | Nuance | Nuance | Qualité |
| ---------------- | ---------------- | ------ | -------- | ------------------------ | ------ | ------ | --- |
| 2015             | 2021             | 2015   | 2021     | Isabelle Coquet-Cordioli |        | DVD    | Responsable de l'administration des ventes Adjointe au Maire de Vireux-Wallerand, suppléante du député app.LR Pierre Cordier |
| 2015             | 2021             | 2015   | 2021     | Claude Wallendorff       |        | DVD    | Retraité de la Fonction Publique Maire de Givet (2001-2020) Vice-président du Conseil départemental                          |
| 2021             | 2028             | 2021   | en cours | Jean-Pol Devresse        |        | DVD    | Agriculteur Maire de Vireux-Molhain                                                                                          |
| 2021             | 2028             | 2021   | en cours | Fabienne Goffette        |        | DVD    | Chef d'entreprise Ancienne conseillère municipale de Givet                                                                   |

#### Élections de mars 2015
À l'issue du premier tour des élections départementales de 2015, deux binômes sont en ballottage : Isabelle Coquet et Claude Wallendorff (Union de la Droite, 44,94 %) et Gérard Pirotte et Karine Toussaint (FN, 27,26 %). Le taux de participation est de 43,55 % (4 256 votants sur 9 772 inscrits) contre 48,72 % au niveau départemental et 50,17 % au niveau national.
Au second tour, Isabelle Coquet et Claude Wallendorff (Union de la Droite) sont élus avec 66,77 % des suffrages exprimés et un taux de participation de 42,74 % (2 524 voix pour 4 177 votants et 9 772 inscrits).

#### Élections de juin 2021
Le premier tour des élections départementales de 2021 est marqué par un très faible taux de participation (33,26 % au niveau national). Dans le canton de Givet, ce taux de participation est de 32,1 % (3 002 votants sur 9 351 inscrits) contre 31,87 % au niveau départemental. À l'issue de ce premier tour, deux binômes sont en ballottage : Isabelle Coquet et Claude Wallendorff (DVD, 43,65 %) et Jean-Pol Devresse et Fabienne Goffette (DVD, 42,86 %).
Le second tour des élections est marqué une nouvelle fois par une abstention massive équivalente au premier tour. Les taux de participation sont de 34,3 % au niveau national, 32,73 % dans le département et 39,54 % dans le canton de Givet. Jean-Pol Devresse et Fabienne Goffette (DVD) sont élus avec 53,61 % des suffrages exprimés (1 918 voix pour 3 697 votants et 9 351 inscrits),,.

## Composition

### Composition avant 2015

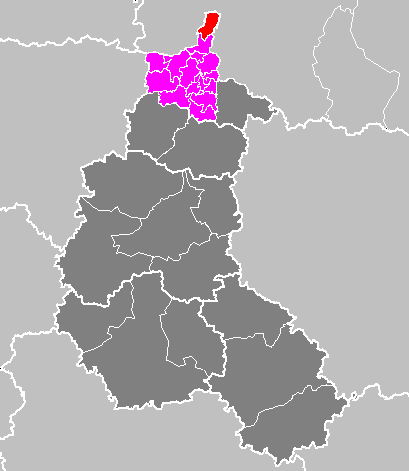
Situation du canton de Givet dans le département des Ardennes avant 2015.

Le canton de Givet regroupait douze communes.
| Nom               | Code Insee | Codepostal | Superficie (km2) | Population (dernière pop. légale) | Densité (hab./km2) |
| ----------------- | ---------- | ---------- | ---------------- | --------------------------------- | ------------------ |
| Givet (chef-lieu) | 08190      | 08600      | 18,41            | 6 574 (2012)                      | 357                |
| Aubrives          | 08028      | 08320      | 10,73            | 862 (2012)                        | 80                 |
| Charnois          | 08106      | 08600      | 5,61             | 87 (2012)                         | 16                 |
| Chooz             | 08122      | 08600      | 13,08            | 762 (2012)                        | 58                 |
| Foisches          | 08175      | 08600      | 4,65             | 213 (2012)                        | 46                 |
| Fromelennes       | 08183      | 08600      | 7,17             | 1 080 (2012)                      | 151                |
| Ham-sur-Meuse     | 08207      | 08600      | 6,19             | 246 (2012)                        | 40                 |
| Hierges           | 08226      | 08320      | 4,05             | 213 (2012)                        | 53                 |
| Landrichamps      | 08247      | 08600      | 4,72             | 138 (2012)                        | 29                 |
| Rancennes         | 08353      | 08600      | 6,50             | 721 (2012)                        | 111                |
| Vireux-Molhain    | 08486      | 08320      | 8,29             | 1 619 (2012)                      | 195                |
| Vireux-Wallerand  | 08487      | 08320      | 21,07            | 2 018 (2012)                      | 96                 |

### Composition depuis 2015
Le nouveau canton de Givet comprend douze communes entières.
| Nom                           | Code Insee | Intercommunalité          | Superficie (km2) | Population (dernière pop. légale) | Densité (hab./km2) | Modifier                                    |
| ----------------------------- | ---------- | ------------------------- | ---------------- | --------------------------------- | ------------------ | ------------------------------------------- |
| Givet (bureau centralisateur) | 08190      | CC Ardenne rives de Meuse | 18,41            | 6 356 (2022)                      | 345                | modifier les données · modifier les données |
| Aubrives                      | 08028      | CC Ardenne rives de Meuse | 10,73            | 984 (2022)                        | 92                 | modifier les données · modifier les données |
| Charnois                      | 08106      | CC Ardenne rives de Meuse | 5,61             | 72 (2022)                         | 13                 | modifier les données · modifier les données |
| Chooz                         | 08122      | CC Ardenne rives de Meuse | 13,08            | 792 (2022)                        | 61                 | modifier les données · modifier les données |
| Foisches                      | 08175      | CC Ardenne rives de Meuse | 4,65             | 254 (2022)                        | 55                 | modifier les données · modifier les données |
| Fromelennes                   | 08183      | CC Ardenne rives de Meuse | 7,17             | 1 038 (2022)                      | 145                | modifier les données · modifier les données |
| Ham-sur-Meuse                 | 08207      | CC Ardenne rives de Meuse | 6,19             | 226 (2022)                        | 37                 | modifier les données · modifier les données |
| Hierges                       | 08226      | CC Ardenne rives de Meuse | 4,05             | 164 (2022)                        | 40                 | modifier les données · modifier les données |
| Landrichamps                  | 08247      | CC Ardenne rives de Meuse | 4,72             | 129 (2022)                        | 27                 | modifier les données · modifier les données |
| Rancennes                     | 08353      | CC Ardenne rives de Meuse | 6,50             | 707 (2022)                        | 109                | modifier les données · modifier les données |
| Vireux-Molhain                | 08486      | CC Ardenne rives de Meuse | 8,29             | 1 482 (2022)                      | 179                | modifier les données · modifier les données |
| Vireux-Wallerand              | 08487      | CC Ardenne rives de Meuse | 21,07            | 1 849 (2022)                      | 88                 | modifier les données · modifier les données |
| Canton de Givet               | 0809       |                           | 110,47           | 14 053 (2022)                     | 127                | modifier les données                        |

## Démographie

### Démographie avant 2015
| 1962   | 1968   | 1975   | 1982   | 1990   | 1999   | 2006   | 2011   | 2012   |
| ------ | ------ | ------ | ------ | ------ | ------ | ------ | ------ | ------ |
| 15 688 | 16 513 | 16 723 | 16 293 | 16 837 | 15 866 | 14 833 | 14 612 | 14 533 |

### Démographie depuis 2015
En 2022, le canton comptait 14 053 habitants, en évolution de −3,02 % par rapport à 2016 (Ardennes : −2,97 %, France hors Mayotte : +2,11 %).
| 2013   | 2018   | 2022   |
| ------ | ------ | ------ |
| 14 504 | 14 322 | 14 053 |